# Lajes do Pico
Lajes do Pico é uma vila portuguesa sede do Município de Lajes do Pico localizado na Ilha do Pico, na Região Autónoma dos Açores, com cerca de 4.403 habitantes (2023) e uma área de 154,35 km², estando subdividido em 6 freguesias. O município é limitado a oeste pelo município da Madalena, a norte por São Roque do Pico e a nordeste, leste e sul tem costa no oceano Atlântico.

## Descrição
A vila foi, durante anos, centro da actividade baleeira sendo actualmente possível visitar o Museu dos Baleeiros e o Centro de Artes e Ciências do Mar (antiga Fábrica da Baleia). A vila é também conhecida pela sua actividade turística relacionada com a observação de cetáceos.
No final de Agosto realizam-se as maiores festas do Concelho, a Semana dos Baleeiros.
O único exemplo de arquitectura militar da ilha, o Forte de Santa Catarina, foi recuperado e funciona actualmente como o Posto de Turismo da Vila.

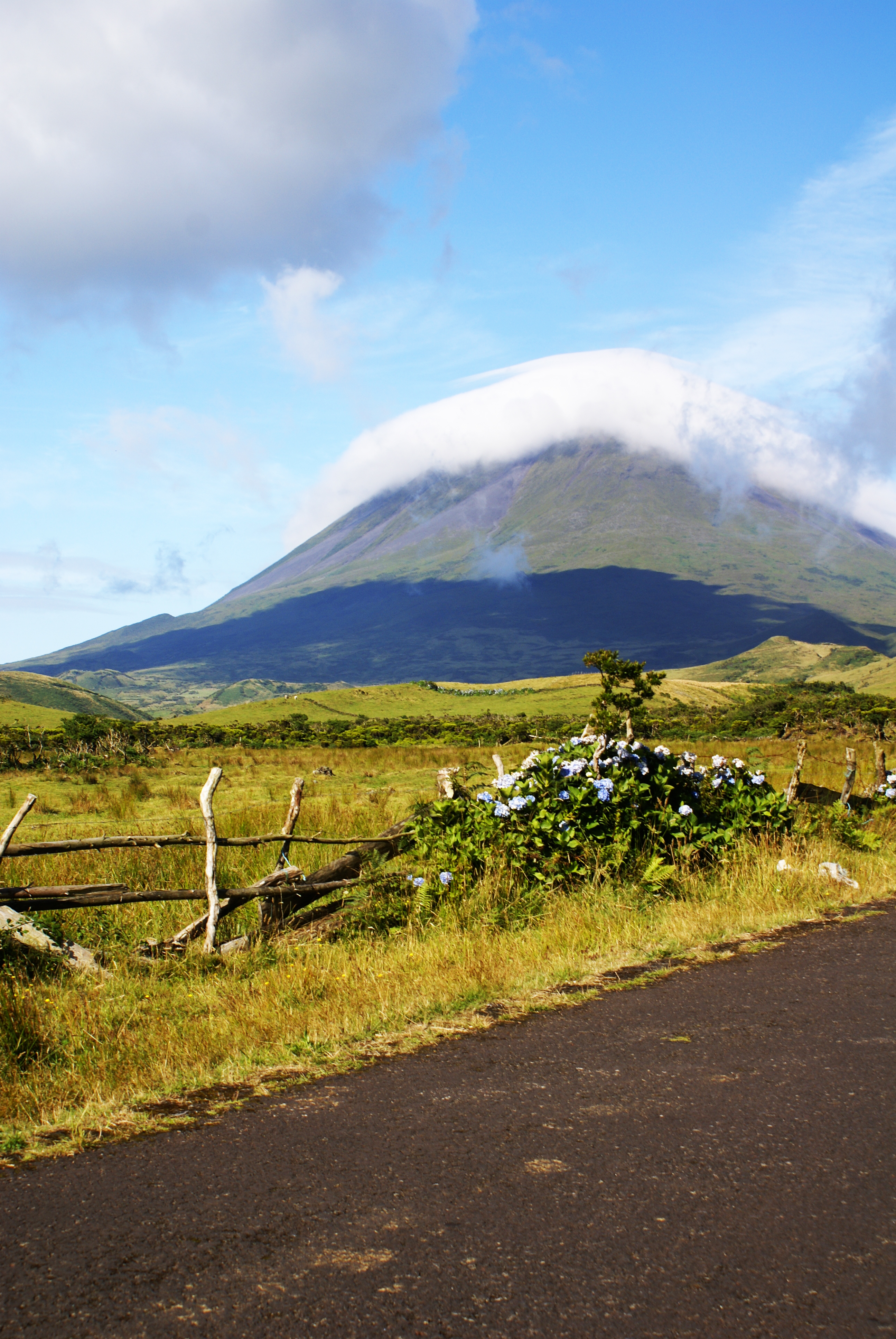
Montanha do Pico, aspectos.

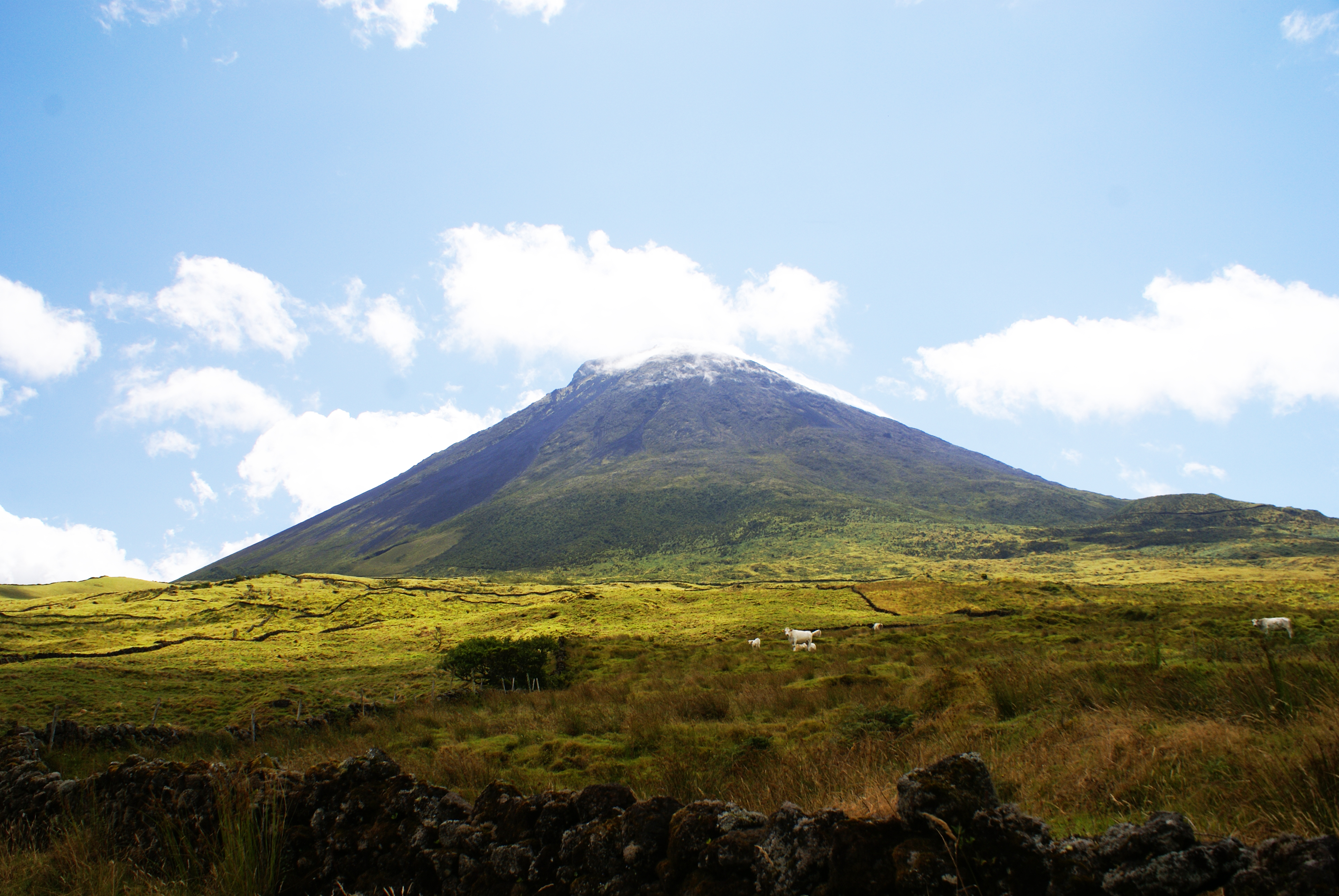
Montanha do Pico, os seus aspectos.

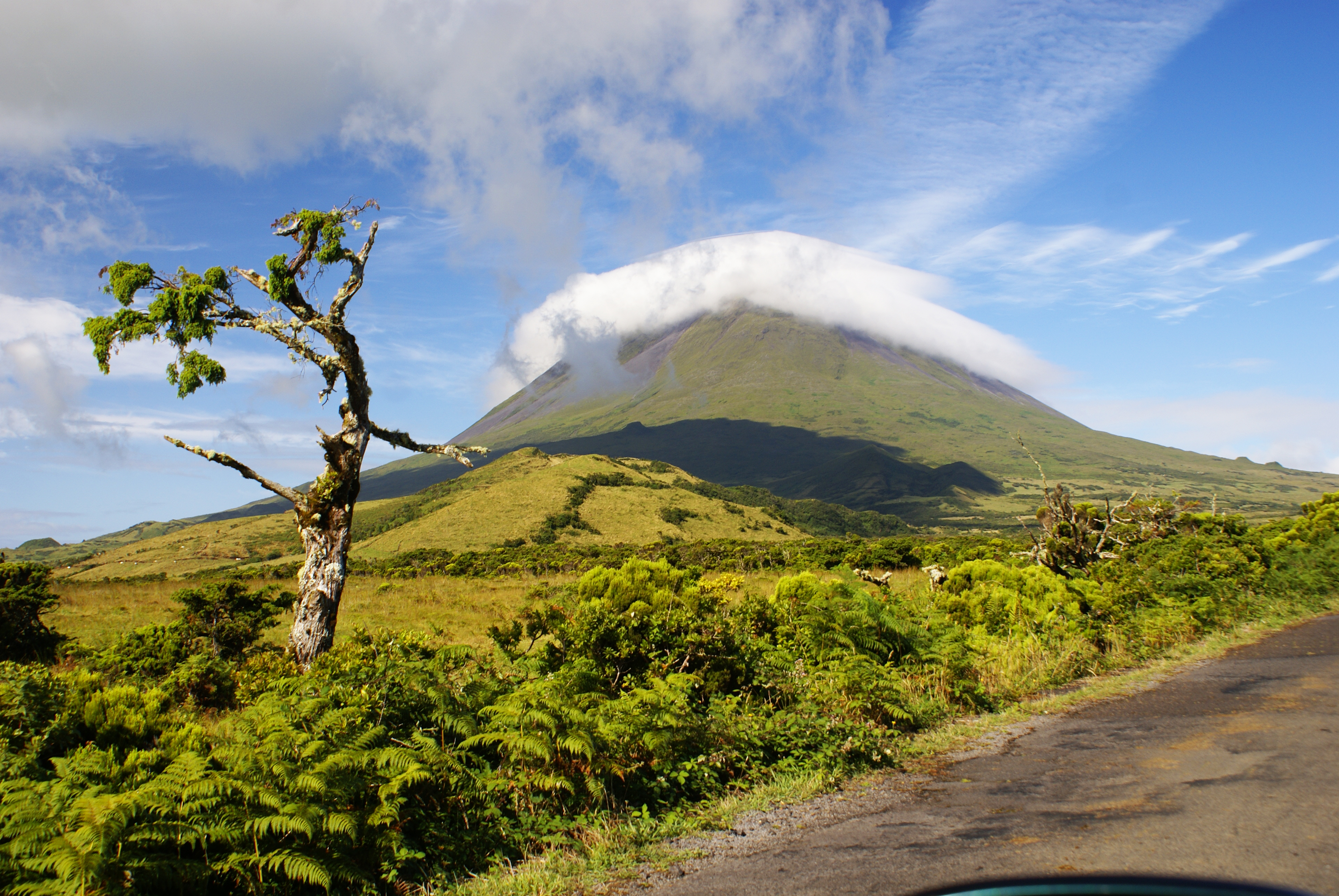
Montanha do Pico, aspectos.

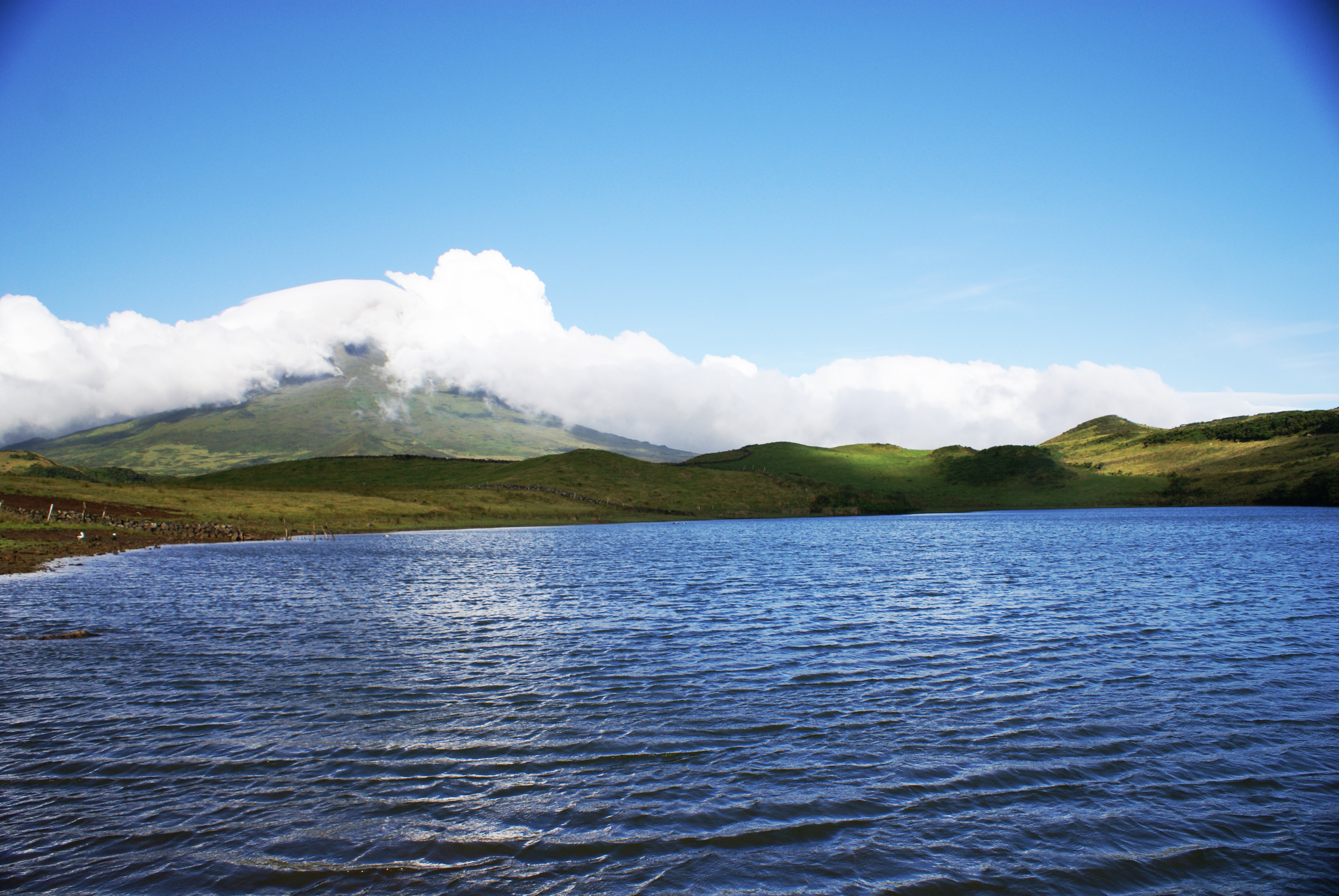
Lagoa do Capitão com a montanha do Pico como pano de fundo.

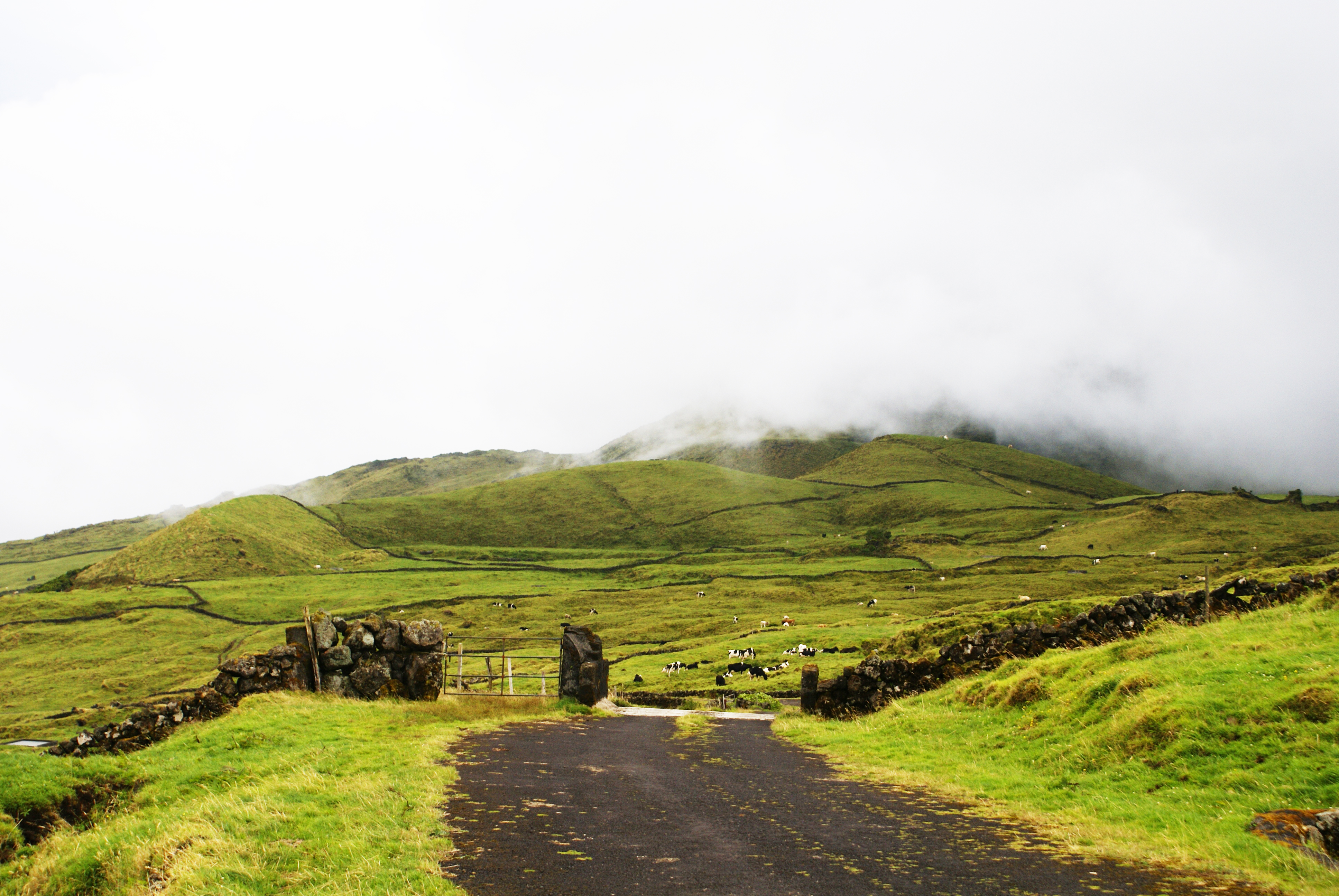
Interior montanhoso da ilha do Pico, as nuvens descem a serra.

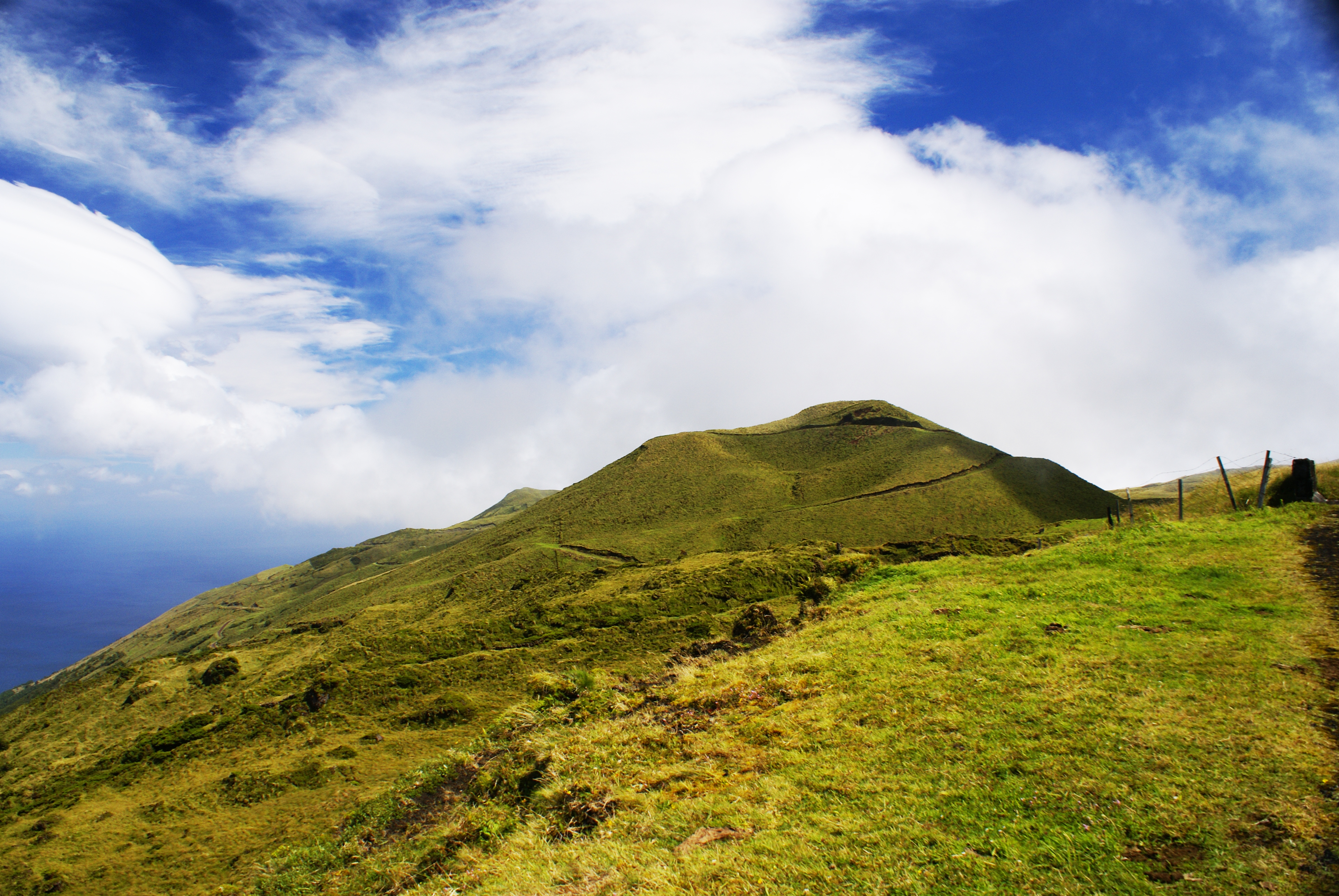
Interior montanhoso da ilha do Pico, terra verde.

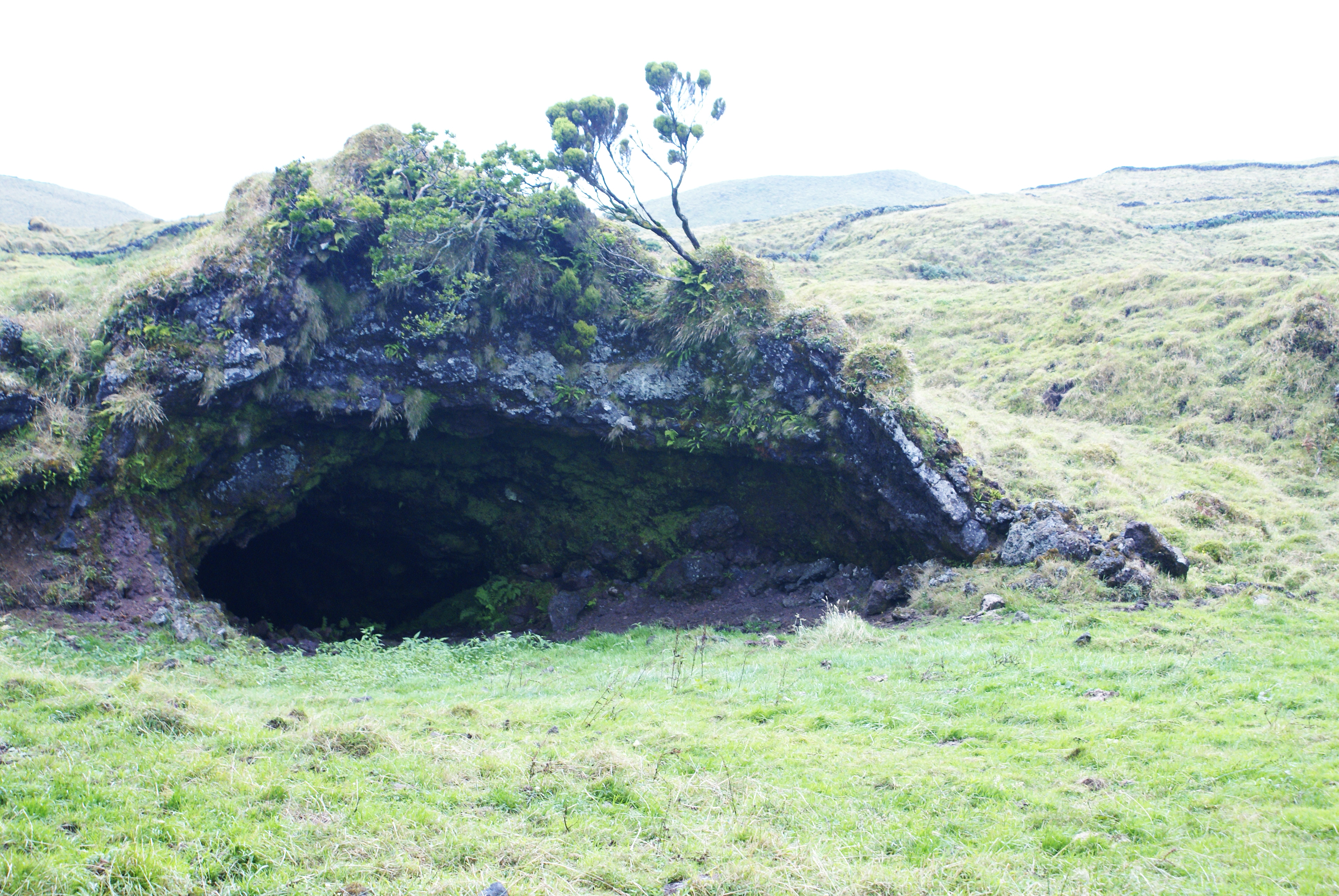
Interior montanhoso da ilha do Pico, uma Gruta nas pastagens.

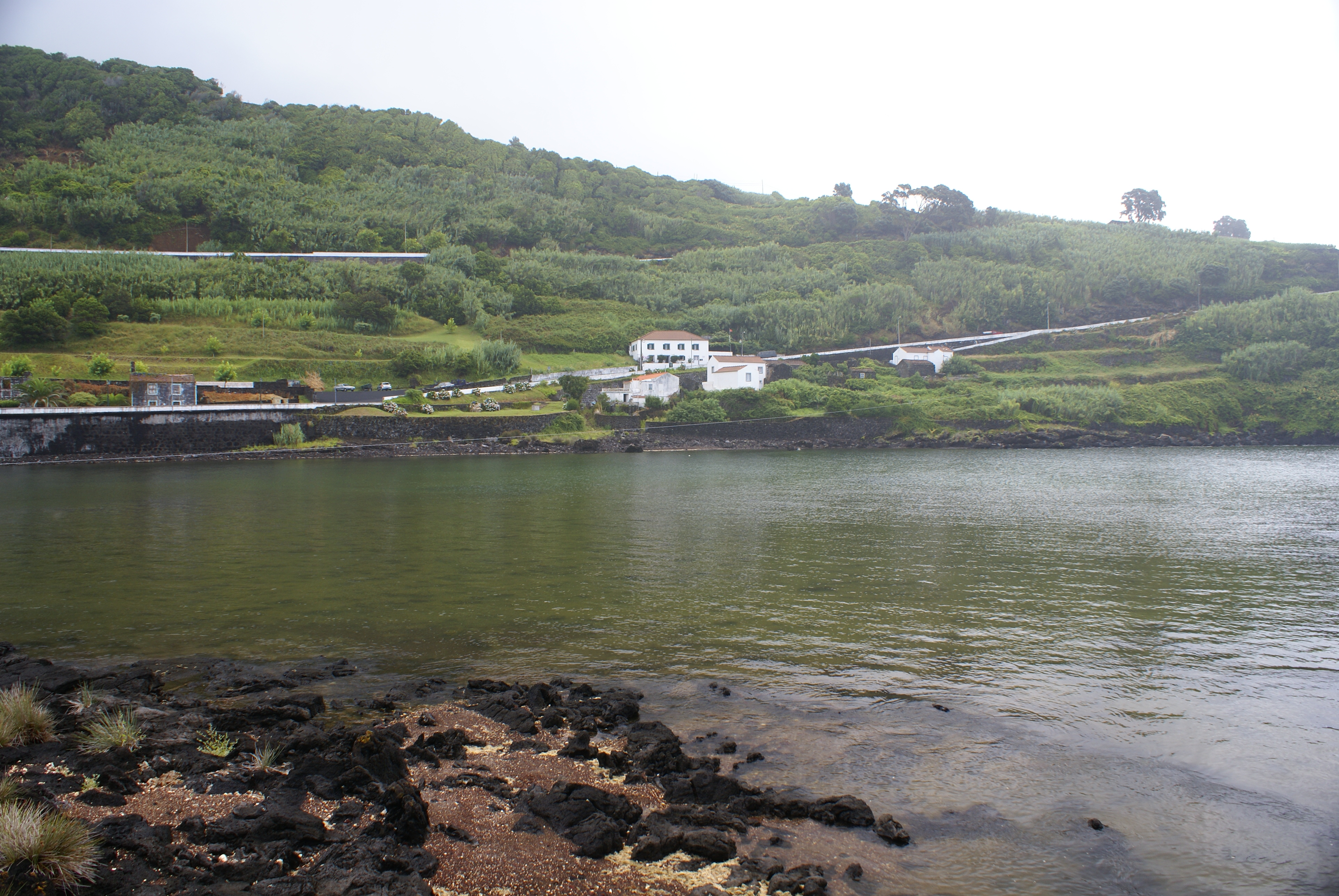
Zona de Protecção Especial para a Avifauna das Lajes do Pico.

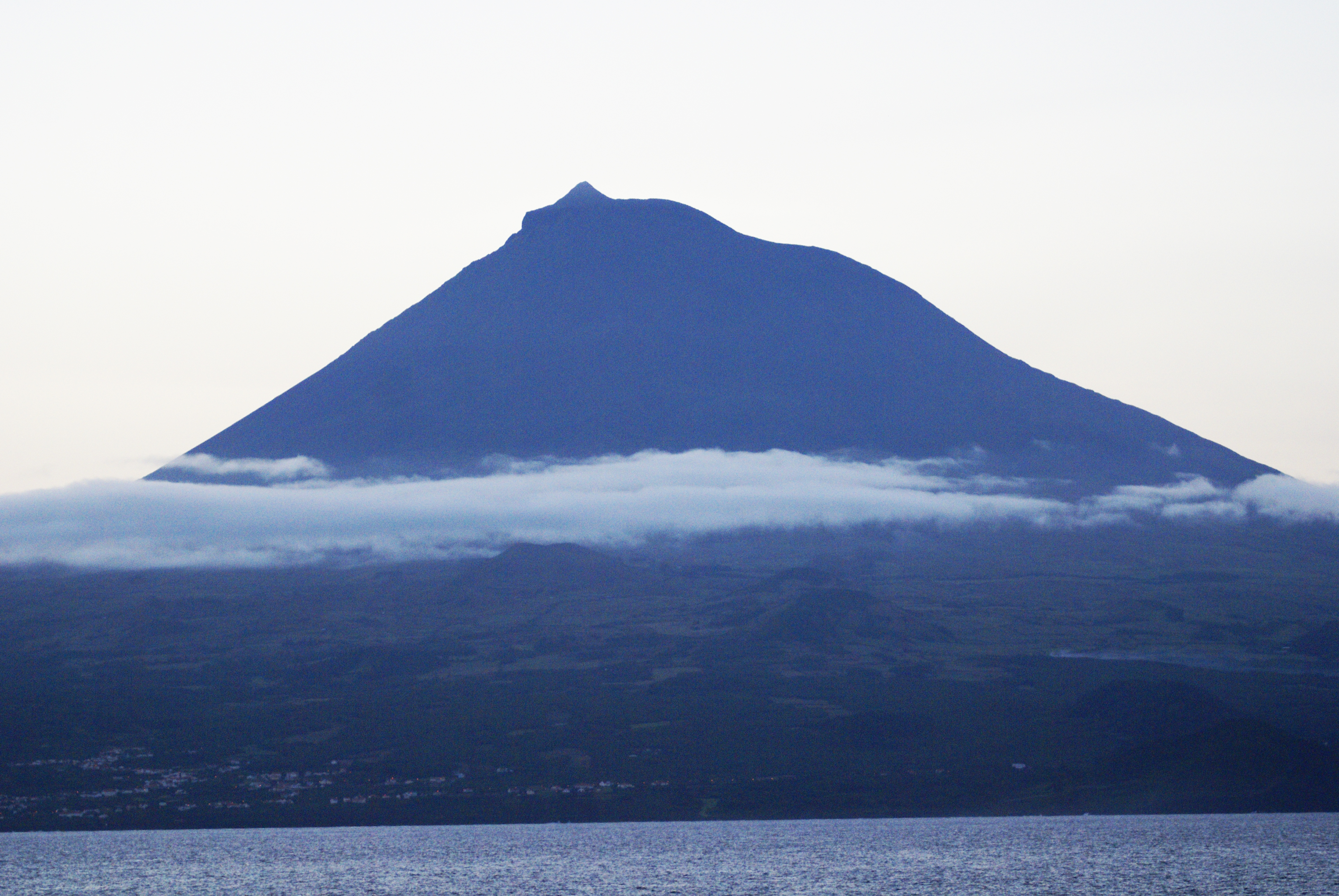
Montanha do Pico, aspectos.

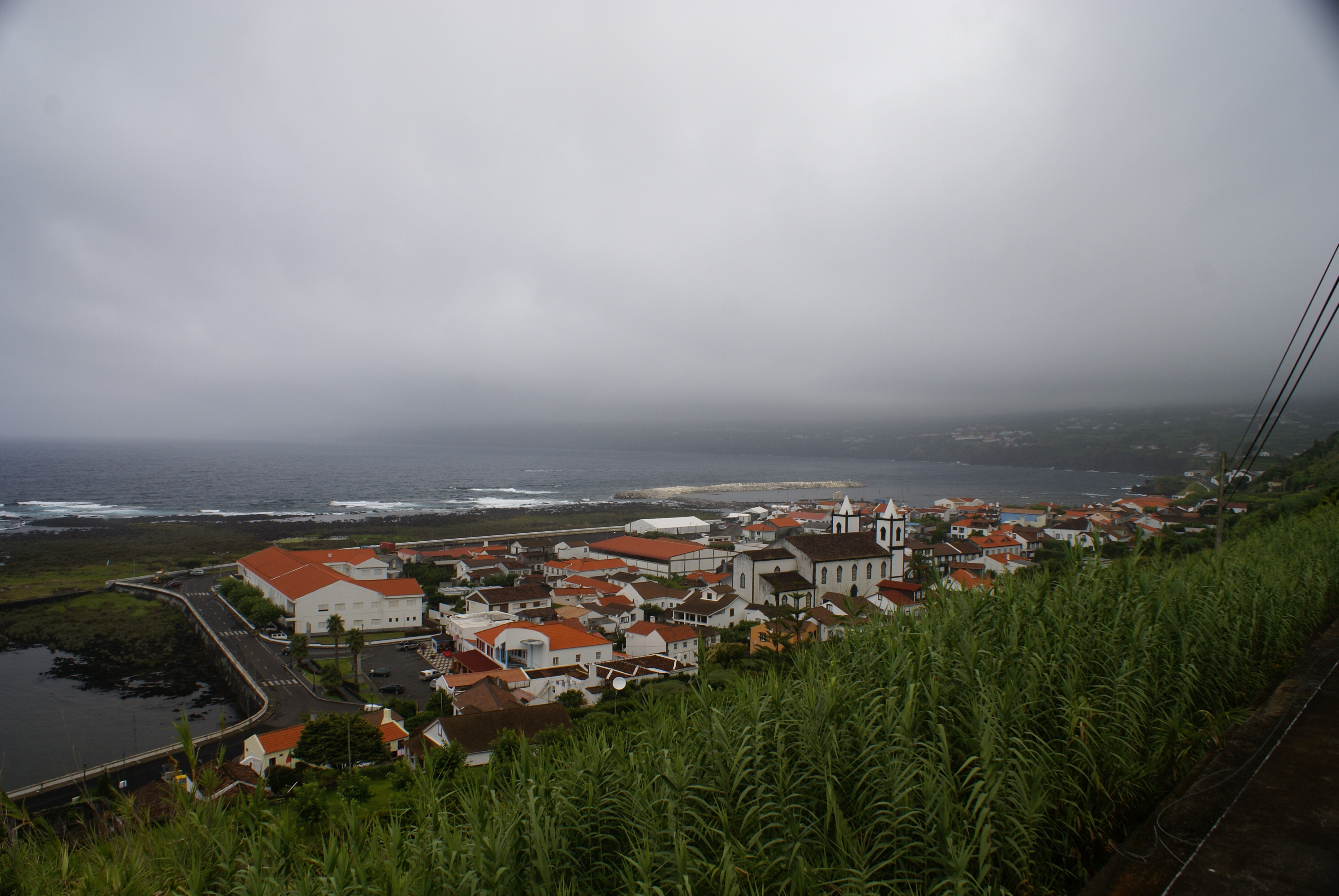
Lajes do Pico, vista parcial do casario em dia de tempestade.

A nível de paisagem natural, com a Montanha do Pico sempre presente no horizonte, destaca-se a Lagoa do Paul que se situa no planalto central da ilha do Pico e se integra num vasto núcleo de pequenas lagoas dispersas pelas montanhas e envoltas, muitas delas, pela floresta primitiva da Laurissilva característica da Macaronésia.
O local denominado Mistério de São João, coberto de denso arvoredo, e que é resultado de uma erupção vulcânica submarina que à medida que o vulcão expelia cinzas e lavas acabou por se juntar-se à ilha, dando origem a novas terras.
A Furna da Malha, um tubo de lava cujo comprimento ronda os 2 km de comprimento e se constituem num curioso fenómeno geológico.
O Parque Florestal Matos Souto, que se localiza próximo à freguesia da Piedade, subdivide-se em várias valências: Jardins, viveiros para novos plantios, terrenos de cultivo agrícola, pastos. Este parque está arborizado com algumas espécies raras.
Entre as várias figuras desta localidade que ao longo dos tempos se têm demarcado nos mais variados campos do saber. Entre eles encontram-se: o historiador Francisco Soares de Lacerda Machado (Lajes do Pico, 29 de Janeiro de 1870 – Santa Isabel, Lisboa, 26 de Agosto de 1955, o Monsenhor Pereira da Silva, Dom. José Vieira Alvernaz (Ribeirinha do Pico, 5 de Fevereiro de 1898 — Angra do Heroísmo, 13 de Março de 1986), D. João Paulino de Azevedo e Castro (Lajes do Pico, 4 de Fevereiro de 1852 - Macau, 17 de Fevereiro de 1918), que foi o 19.º bispo de Macau, tendo governado a Diocese entre 1902 e 1918, Garcia Goulart e mais recentemente o escritor José Dias de Melo (Calheta de Nesquim, ilha do Pico, 8 de Abril de 1925 - São José (Ponta Delgada), Ponta delgada, ilha de São Miguel, 24 de Setembro de 2008).

## Relevo
O relevo apresenta-se fortemente montanhoso, e com origem vulcânica, sendo a rocha predominantemente o basalto e as escórias vulcânicas associadas a grandes depósitos de cinzas.
Como principais acidentes geográficos, o concelho tem a elevação do Cabeço da Lança que se eleva a 713 m, o Cabeço da Terra Chã que se elevam a 720 m, o Pico Geraldo que se eleva a 478 m, a Ponta do Castelete, a Murricão e a Ponta do Arrife, sendo estes últimos, estruturas costeiras.

## Clima
O clima nesta parte da ilha, particularmente neste concelho, apresenta-se temperado marítimo, com as temperaturas médias a oscilarem entre os 14 °C e os 22 °C. A chuva apresenta um carácter regular ao longo do ano, embora seja mais acentuada no Inverno.
Esta pluviosidade razoavelmente estável ao longo do ano alimenta uma grande fertilidade de solos e uma abundância de recursos hídricos, de que são exemplo a Ribeira das Velhas, a Ribeira de Santa Bárbara, a Ribeira do Cabo e a Ribeira do Carvalhal.

## Floresta
O espaço destinado ao uso florestal ocupa uma área importante do concelho, abrangendo cerca de 35% da área total, percentagem que corresponde a 834 ha destinados a floresta. Esta floresta muito variada, tanto em espécies como em riqueza das mesmas, encontra-se fortemente escalonada em altitude.
Esta cobertura florestal abrange tanto a floresta endógena que apresenta uma extraordinária riqueza em espécies típicas das florestas da Laurissilva características da Macaronésia, como a floresta plantada.
Na florestal natural destacam-se as espécies de cedro do mato (Juniperus brevifolia), zimbros, faias (Myrica faya), enquanto que na florestal plantada se destacam a acácias como as mais abundantes, logo seguida do pinheiro.
O sector terciário apresenta uma actividade grandemente ligada ao turismo, relacionada com o mar e com a montanha.
No mar as actividades ligadas à observação das baleias, o mergulho, os banhos em piscinas naturais, e caça submarina apresentam-se como as mais destacadas.
Em terra destaca-se o montanhismo, onde se destaca o ligado à Montanha do Pico, a montanha mais alta de Portugal, a espeleologia, os passeios panorâmicos e caminhadas pedestres pelos trilhos tradicionais que antes da existência das estradas pululavam um pouco por toda a ilha e que por atravessarem montanhas, vales profundos, descerem ao nível do mar e voltarem a subir, passando junto a lagoas, levam o caminhante a um mundo já extinto em outras partes do mundo, principalmente quando penetram nas milenárias florestas da Laurissilva.

## História
O Povoamento da Ilha do Pico teve início no espaço territorial que séculos mais tarde viria a dar origem a este concelho das Lajes, facto que também contribuiu para que este seja o concelho mais antigo da ilha.
O primeiro povoador foi somente um homem e o seu cão que viveram sozinhos durante algum tempo, reza a história que cerca de um ano. A história não regista o nome do cão, mas sabe-se que o homem se chamava Fernão Álvares Evangelho.
Este exílio não foi voluntário, mas esteve relacionado com o facto de a quando da preparação do desembarque do referido homem e mais algumas pessoas, se ter levantado uma tempestade que levou para o mar alto as caravelas.
Fernão Álvares fixou a sua residência no local que passou a denominar-se Penedo Negro, na Enseada do Castelete, local ao Sul da actual vila das Lajes, cerca de 1460.
Por evidente necessidade de abastecimento de água construiu uma casa junto à ribeira existente à saída da vila das Lajes que durante muitos anos foi conhecida por Ribeira de Fernando Álvares.
Junto a esta ribeira ainda hoje (2010) se conservam as ruínas da casa que então lá construiu, provavelmente não a original, mas a que mandou fazer quando a vida melhorou com a chegada de novos povoadores alguns anos depois.
Quando, pelo menos um ano depois os companheiros de viagem de Fernando Álvares regressaram ao Pico, desembarcaram no local que passou a denominar-se Santa Cruz das Ribeiras, local da actual freguesia das Ribeiras. Desses povoadores alguns fixaram a residência neste local, como foi o caso de Jordão Álvares Caralta. Outros desses marinheiros de antanho partiram para o sítio que passou a denominar-se como Maré, muito próximo ao local do primeiro desembarque.
Como era hábito quase em simultâneo com a construção das próprias habitações, procederam à edificaram de um templo religioso, nesta caso uma ermida, a Ermida de São Pedro, templo este que teve como primeiro pároco, não só da ermida, mas da própria ilha, Frei Pedro Gigante, que é considerado pelos historiadores como tendo sido o introdutor da casta Verdelho na ilha.
Mais tarde chegarem aqui outros povoadores, estes vindos da ilha Terceira, geograficamente próxima. Igualmente chagaram também povoadores vindos do Portugal continental, mais precisamente do norte do país, com especial ênfase para a cidade do Porto.
Com o passar do tempo e com a organização social, Álvaro de Ornelas foi feito por ordem real o primeiro Capitão do donatário nomeado para a ilha do Pico, embora nunca tenha chegado a tomar posse do cargo. Foi assim o nobre de origem flamenga, de seu nome Joss van Hurtere, também grafado como Jôs d’Utra ou Jobst de Van Huertere], já então Capitão-Donatário na ilha do Faial, que tomou o mesmo cargo na ilha do Pico 1482 e cujo nome estará na origem do nome da cidade da Horta (Hurtere - Horta).
Com o passar dos séculos o então povoado das Lajes e apesar de não ter foral desenvolve-se rapidamente. Assim em 1500 é criada a Câmara Municipal das Lajes do Pico, na altura com jurisdição sobre toda a ilha do Pico. Esta câmara constituía a sua primeira vereação pelos “homens bons" do novo concelho.
No dia 14 de Maio de 1501 é dado o primeiro alvará nesta câmara, foi emitido pelo Capitão-donatário Jôs d’Utra que conferiu poder e autoridade a Fernando Álvares para que este pudesse dar licenças diversas aos povoadores, conforme as necessidades destes.
Assim, este primeiro concelho da ilha, exerceu durante 42 anos o seu domínio sobre toda a ilha, já que em 1542, foi criado pelo rei D. João III de Portugal o Concelho de São Roque do Pico.
O edifício dos Paços do Concelho das Lajes do Pico, localizado na praça onde se encontra a Igreja Matriz das Lajes, a Igreja da Santíssima Trindade, templo construído no século XIX e que cresceu sobre o templo de 1503.
Cálculos feitos pelo historiador Francisco Soares de Lacerda Machado, tendo por base o Espelho Cristalino escrito por Frei Diogo das Chagas, entre entre 1646 e 1654, aponta para que no concelho das Lajes em 1506 existissem cerca de 250 habitantes, deve-se ter em atenção que nesta altura abrangia toda a ilha.
O crescimento do concelho, levou a quem em 1540 já tivessem sido criadas algumas freguesias, surgindo assim as freguesias de Santa Bárbara (Ribeiras), da Santíssima Trindade (Lajes), de São Mateus (Madalena) (Actualmente faz parte do concelho da Madalena do Pico), de Santa Maria Madalena (Actualmente faz parte do concelho da Madalena do Pico), de São Roque (Actualmente faz parte do concelho de São Roque do Pico) e de Nossa Senhora da Ajuda.
Dois anos depois, em 1542, e por força de decreto real emanado por D. João III de Portugal, é criado o Concelho de Vila Nova de São Roque, sendo a freguesia de São Roque a sede de concelho, que abrangia também a freguesia de Nossa Senhora da Ajuda e a freguesia da Madalena do Pico, que actualmente é um concelho.
Apesar de o concelho ter sido criado em 1542, só em 1543 é que se procedeu à eleição da primeira câmara deste novo município.
Duzentos e vinte e dois anos depois de ter sido criado o primeiro concelho da ilha do Pico é criado o concelho da Madalena do Pico, que nasce no dia 8 de Março de 1723. Este novo concelho abrange as freguesias de Madalena (Vila), das Bandeiras e de São Mateus.
Este concelho em 1895 foi extinto por força de lei, tendo novamente sido restaurado por Decreto de 13 de Janeiro de 1898.
Depois desta repartição do território o Concelho das Lajes do Pico passou a ser constituído pelas freguesias de São João (Lajes do Pico), das Lajes do Pico (Santíssima Trindade), da Calheta de Nesquim e da Piedade.
Em 1980, e por força de Decreto da Assembleia Regional dos Açores, nº 24/80/A, de 15 de Setembro, foi criada a freguesia da Ribeirinha (Lajes do Pico), desanexando-se o respectivo território da freguesia da Piedade.

Neste concelho, na freguesia das Lajes, encontra-se o mais antigo templo da ilha do Pico, a Ermida de São Pedro, curioso templo com origem na Ordem dos Frades Franciscanos. Este templo foi, afirma a tradição oral erguido no local onde desembarcaram os primeiros povoadores.
Neste concelho localiza-se o Convento dos Franciscanos e Igreja de Nossa Senhora da Conceição, edifícios de apreciáveis dimensões. No Convento dos Franciscanos, onde após a expulsão das Ordens Religiosas, no final do século XIX, passou a funcionar os Paços do Concelho das Lajes do Pico e a Repartição de Finanças do mesmo concelho.
Igualmente neste convento esteve durante alguns anos instaladas instituições de ensino, a primeira delas foi um Externato Particular, tendo depois sido aqui instalada a Sede do Ensino Oficial Público.
Neste convento ainda se encontra instalada a redacção do jornal "O Dever", cuja fundação ocorreu em 2 de Junho de 1917 e que se encontra entre os mais antigos jornais dos Açores.
A denunciar o seu passado existe na vila um apreciável conjunto urbanístico, onde se destacam antigas casas senhorias e outras, que mesmo de menos dimensão apresentam bons trabalhos em cantaria e varandas corridas.
A Caça ao Cachalote chegou a esta trazida pelos baleeiros da América do Norte, particularmente dos Estados Unidos, nos finais do século XVIII. Este acontecimento veio introduziu um novo factor na economia local: a caça ao cachalote.
Este acontecimento associado à transformação industrial destes cetáceos transformou-se numa das principais actividades durante quase duzentos anos.
Esta vila possui um museu dedicado à actividade da caça à baleia, o Museu dos Baleeiros é o único do seu género em Portugal. Esta entidade museológica é detentora de uma apreciável colecção composta por várias centenas de peças trabalhadas em dente e osso de baleia, além dos vários utensílios usados na pesca artesanal.
Este concelho tem sede na vila do mesmo nome, embora em tempos idos tenha tido a designação de freguesia da Santíssima Trindade. A vila é constituída por várias freguesias e localidades, onde se destacam os lugares do Soldão, da Silveira, da Ribeira do Cabo, da Almagreira, da Ribeira de Cima, da Ribeira de Baixo, da Ribeira do Meio e do lugar das Terras.
A igreja Matriz da localidade, Igreja da Santíssima Trindade, que teve a sua construção no século XIX, em substituição do antigo templo que se encontrava muito arruinado, localiza-se no Largo General Francisco Soares de Lacerda Machado, vulgarmente conhecido como Largo da Igreja. Este largo apresenta um conjunto arquitectónico digno de nota com construções que recuam ao século XVII e ao século XVIII.

## Tradições, lendas e curiosidades
As actividades culturais das Lajes do Pico são fortemente marcada pelas iniciativas e tradições populares, algumas centenárias, trazidas com os primeiros povoadores e que ao longo dos séculos sofreram as adaptações a que a mentalidade dos povos que as promovem foram sujeitos, seja a incutida pela natureza ou a própria mistura de crenças e originada nas diferentes origens das populações chagadas às ilhas.
Dos acontecimentos ligados à natureza, o mar e o vulcanismo, associados ao isolamento causado pela insularidade estão entre os factores que mais moldaram a mentalidade do povo ilhéu e estão na origem dos seus sempre sentidos apelas aos Deuses.
Assim surgem as Festas do Espírito Santo, festividades que remontam aos primeiros povoadores, que procuravam no Divino a protecção contra o vulcanismo, tremores de terra e outros desastres naturais.
Este rito com cerca de 500 anos de história e levado pelos açorianos para todos os cantos do mundo, particulares para à América do Norte, Estados Unidos e Canadá, sem esquecer no Brasil, o estado do Rio Grande do Sul.
Este ritual inclui a coroação de uma criança, que deve ostentar um ceptro e coroa usualmente em prata (embora as aja em ouro), como símbolos do Espírito Santo.
Este acontecimento de cariz absolutamente popular, em que a igreja tem pouca intervenção, tem lugar uma grande festa realizada no sétimo domingo depois da Páscoa.
Neste concelho, e para além desta festa, decorre na última semana do mês de Agosto a festa dos Baleeiros, cujo início remonta a 1883, data em que os baleeiros se integraram nos festejos de Nossa Senhora de Lourdes.
No artesanato é de destacar as rendas de croché onde são trabalhados motivos tradicionais da ilha e dos Açores e também modernos. Surgem também os chapéus de palha, as esteiras feitas em junco. Possivelmente um dos mais elaborados, caros e raros, são sem duvida as peças de arte esculpidas em dente de cachalote. Nestas peças surgem representações de veleiros, de cenas de caça à baleia, sereias e outros assuntos relacionados com a faina do mar.

## Economia
A nível económico este concelho apresenta um sector primário com uma base fortemente ligada à pecuária, principalmente relacionada com a criação de gado bovino para a produção de carne e lacticínios. A área agrícola ocupa cerca de 56,6% da área total deste concelho e nesta área inclui-se também as suiniculturas.
Fora a agropecuária existe toda uma actividade que embora ligada ao amanho terra se diversificou com base nas próprias características do solo. Assim surgem um pouco por todo o concelho, embora predominantemente nas terras baixas uma miríade de pequenas explorações, onde se pratica uma policultura que embora se destine principalmente ao auto consumo também procura abastecer o mercado local e por vezes as ilhas mais próximas.
Entre os produtos cultivados e os estilos de cultivo surgem as forrageiras, as culturas permanentes de batata, vinha e citrinos, as culturas temporárias de cereais para grão, prados, pastagens permanentes e prados temporários.

## Património natural
- Lista de grutas dos Açores
- Baía da Água Velha
- Baía de Domingos Pereira
- Baía do Calhau Miúdo
- Baía do Ferro
- Praia da Baía das Lajes
- Praia da Laje do Vigário
- Praia da Maré
- Silveira

## Património edificado
- Cais das Lajes do Pico
- Capela de São Bartolomeu
- Convento dos Franciscanos e Igreja de Nossa Senhora da Conceição
- Ermida de Santa Catarina
- Ermida de São Sebastião
- Forte de Santa Catarina
- Igreja da Santíssima Trindade
- Ermida de Nossa Senhora do Socorro

## População
| Número de habitantes *                   | Número de habitantes * | Número de habitantes * | Número de habitantes * | Número de habitantes * | Número de habitantes * | Número de habitantes * | Número de habitantes * | Número de habitantes * | Número de habitantes * | Número de habitantes * | Número de habitantes * | Número de habitantes * | Número de habitantes * | Número de habitantes * | Número de habitantes * |
| ---------------------------------------- | ---------------------- | ---------------------- | ---------------------- | ---------------------- | ---------------------- | ---------------------- | ---------------------- | ---------------------- | ---------------------- | ---------------------- | ---------------------- | ---------------------- | ---------------------- | ---------------------- | ---------------------- |
| 1864                                     | 1878                   | 1890                   | 1900                   | 1911                   | 1920                   | 1930                   | 1940                   | 1950                   | 1960                   | 1970                   | 1981                   | 1991                   | 2001                   | 2011                   | 2021                   |
| 10 976                                   | 11 811                 | 10 146                 | 9 371                  | 8 325                  | 7 457                  | 7 796                  | 8 168                  | 8 539                  | 8 186                  | 6 605                  | 5 828                  | 5 563                  | 5 041                  | 4 711                  | 4 340                  |
| Número de habitantes por Grupo Etário ** |                        |                        |                        |                        |                        |                        |                        |                        |                        |                        |                        |                        |                        |                        |                        |
|                                          |                        |                        | 1900                   | 1911                   | 1920                   | 1930                   | 1940                   | 1950                   | 1960                   | 1970                   | 1981                   | 1991                   | 2001                   | 2011                   | 2021                   |
| 0-14 Anos                                | 0-14 Anos              | 0-14 Anos              | 2 796                  | 2 550                  | 2 267                  | 2 148                  | 2 368                  | 2 331                  | 2 100                  | 1 690                  | S/ dados               | 1 057                  | 797                    | 623                    | 534                    |
| 15-24 Anos                               | 15-24 Anos             | 15-24 Anos             | 1 398                  | 1 027                  | 1 151                  | 1 269                  | 1 237                  | 1 351                  | 1 257                  | 925                    | S/ dados               | 782                    | 667                    | 529                    | 416                    |
| 25-64 Anos                               | 25-64 Anos             | 25-64 Anos             | 3 876                  | 3 469                  | 3 121                  | 3 400                  | 3 546                  | 3 837                  | 3 959                  | 3 160                  | S/ dados               | 2 648                  | 2 588                  | 2 524                  | 2 311                  |
| = ou > 65 Anos                           | = ou > 65 Anos         | = ou > 65 Anos         | 1 220                  | 1 210                  | 1 186                  | 910                    | 914                    | 915                    | 870                    | 830                    | S/ dados               | 1 076                  | 989                    | 1 035                  | 1 079                  |

- Número de habitantes "residentes", ou seja, que tinham a residência oficial neste concelho à data em que os censos  se realizaram.
  - De 1900 a 1950 os dados referem-se à população "de facto", ou seja, que estava presente no concelho à data em que os censos se realizaram. Daí que se registem algumas diferenças relativamente à designada população residente

## Freguesias
As freguesias do município das Lajes do Pico são as seguintes:
- Calheta de Nesquim
- Lajes do Pico
- Piedade
- Ribeiras
- Ribeirinha
- São João

## Personalidades
- Francisco Soares de Lacerda Machado

## Cidades geminadas
A vila de Lajes do Pico é geminada com as seguintes cidades:
- Betancuria, Canárias, Espanha
- Machico, Região Autónoma da Madeira, Portugal
- Cangas (Galiza, Espanha); antiga cidade baleeira, tal como Lajes do Pico. A cidade de Cangas tem uma rua chamada de Lajes do Pico, em lembrança deste município açoriano.